# Barra (ostrov)
Barra (skotskou gaelštinou Barraigh, Eilean Bharraigh s výslovností  [ˈparˠaj, ˈelan ˈvarˠaj]IPA) je ostrov v souostroví Vnějších Hebrid ve Skotsku. Barra je po  nedalekém ostrově Vatersay nejjižnějším obydleným ostrovem Vnějších Hebrid a tyto ostrovy jsou navzájem spojeny meziostrovní silnicí. Ostrov Barra je pojmenován po svatém biskupu Finbarrovi z Corku (název Barra je zkráceninou jména Finbarr).
K roku 2011 zde žilo 1 174 obyvatel, z čehož přibližně 60 % obyvatel dosud používalo jako svůj mateřský jazyk gaelštinu a nikoli angličtinu. Správním centrem ostrova je obec Castlebay (Bàgh a' Chaisteil), která leží na pobřeží zátoky. Uprostřed této zátoky stojí na ostrůvku hrad Kisimul Castle. Na ostrově je také muzeum nacházející se v Cille Bharra a několik památek z doby kamenné mimo jiné brochy v Dùn Chuidhir a v An Dùn Bàn.

## Geografie
Ostrov je zhruba 10 km dlouhý, 6 km široký a jeho rozloha činí necelých 60 čtverečních kilometrů. Jeho vnitrozemí je hornaté a neobydlené. Severní a západní pobřeží ostrova tvoří bílé písečné pláže, které vznikly ze schránek mořských živočichů a vedle nichž se nachází přímořské písečné louky nazývané jako Machair. Jihovýchodní pobřeží je tvořeno četnými kamennými zálivy.

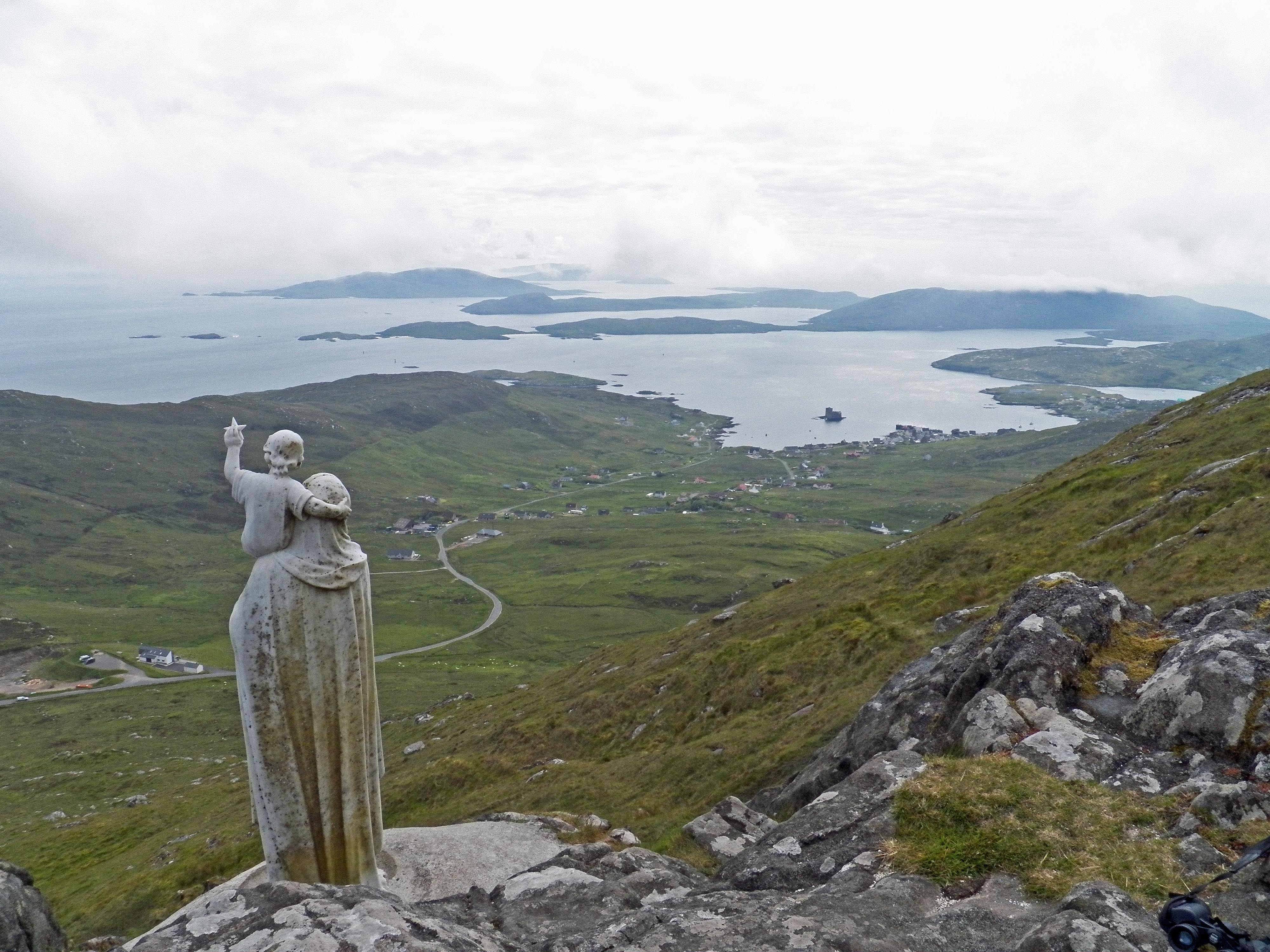
Pohled z vrcholu Heaval na jih k ostrovu Vatersay s mramorovou sochou Madony v popředí, která bývá taktéž nazývána jako "Naše paní moře" (v originále "Our Lady of the Sea").

Nejvyšším bodem ostrova je hora Heaval (383 m n. m.), na jehož svahu se nachází socha Madony s děťátkem vyrobená z bílého mramoru.[zdroj?]

## Dějiny
S ostrovem je spjat klan MacNeillů, kterému byl ostrov dán v roce 1427 Alexandrem z Islay. Klanu patřil ostrov až do roku 1838, kdy byl prodán. Nový majitel, Gordon z Cluny, vystěhoval většinu obyvatel, aby uvolnil místo pro chov ovcí. V roce 1937 se ostrov stal opět majetkem McNeillů, když jej koupil americký architekt Robert Macneil, 45. vůdce klanu.
V roce 2003 věnoval klan ostrov skotské vládě.

## Doprava
Na ostrově je malé letiště, které jako vzletovou a přistávací dráhu používá místní pláž, což je v Evropě ojedinělé. Tato letadla mohou vzlétat a přistávat pouze při odlivu. V současnosti na tento ostrov stále létají pravidelné linky společnosti Loganair s letouny de Havilland Canada DHC-6 Twin Otter z Glasgow a z Benbeculy.
Funguje zde i přívoz, který je provozován společností Caledonian MacBrayne. Tento trajekt pluje do Obanu, Lochboisdale na ostrově South Uist, na ostrov Tiree a na ostrov Eriskay, hlavním přístavem na ostrově je Castlebay.

Nedaleký ostrov Vatersay a Barru spojuje silnice vedená po hrázi.

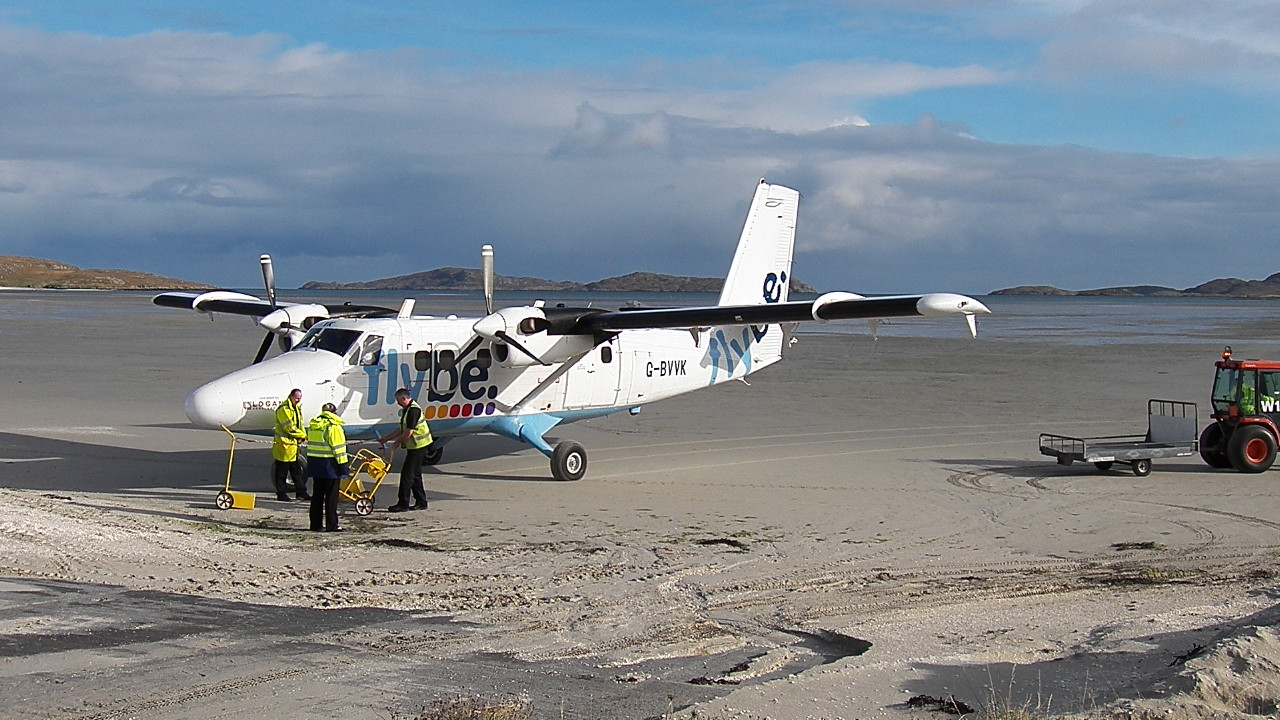
Letiště na ostrově Barra, jehož vzletová dráha se nachází na pláži.
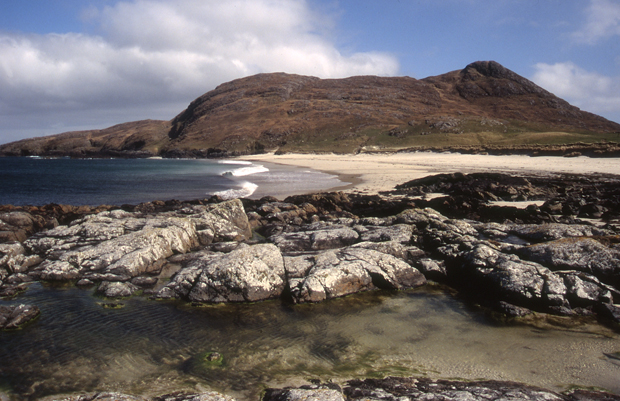
Zátoka Cliad s vrcholem Ben Cliad
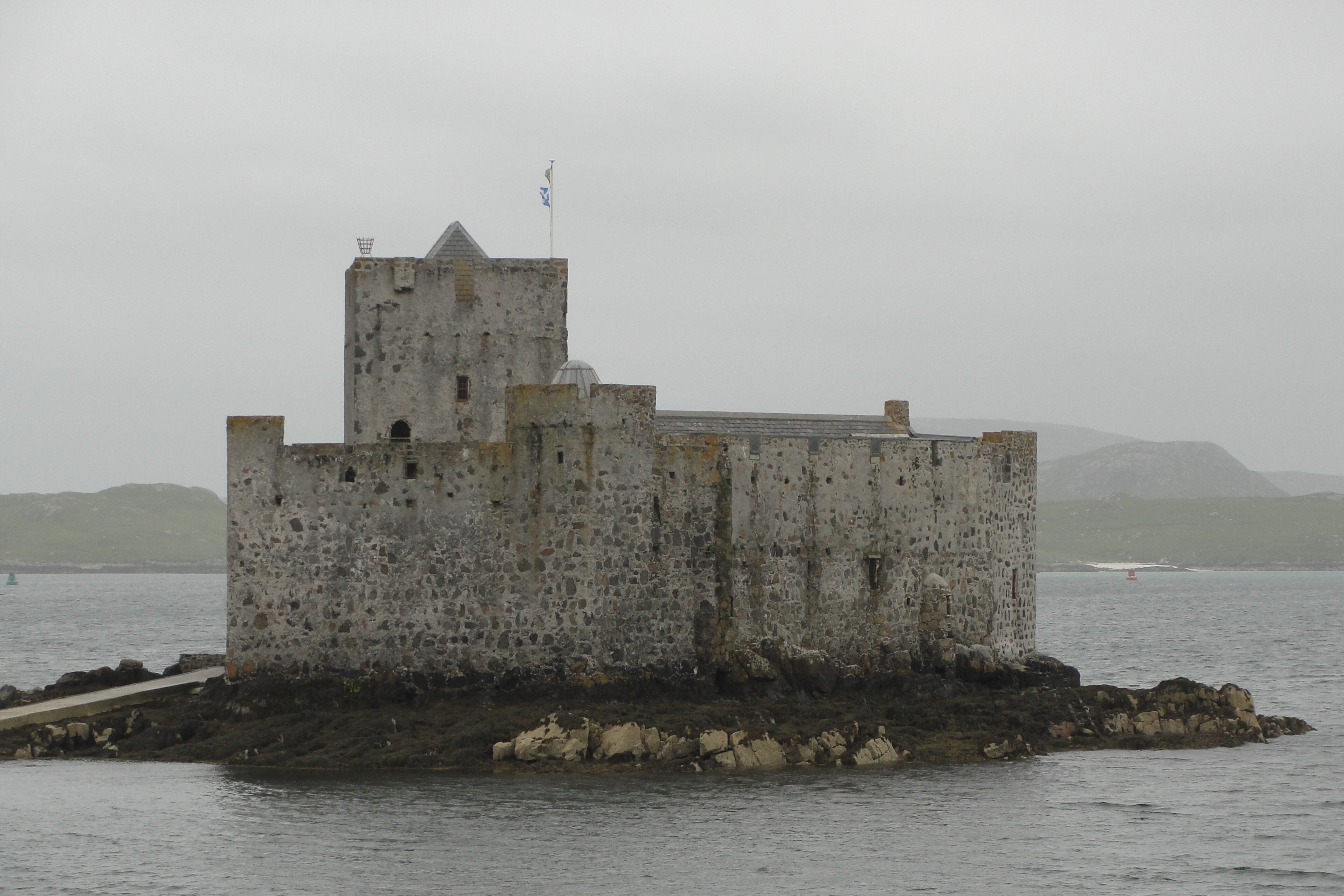
Hrad Kisumul nacházející se na malém ostrůvku v zátoce Castlebay